# Чирешул
Чирешул (рум. Cireșul) — село у повіті Вилча в Румунії. Входить до складу комуни Денічей.
Село розташоване на відстані 139 км на захід від Бухареста, 27 км на південь від Римніку-Вилчі, 77 км на північний схід від Крайови, 127 км на південний захід від Брашова.

## Населення
За даними перепису населення 2002 року у селі проживали 202 особи, усі — румуни. Усі жителі села рідною мовою назвали румунську.